# هلمبرشتز
شهر هلمرشتزدر ایالت بایرن در کشور آلمان واقع شده‌است.